# بيتر فارغا
بيتر فارغا هو لاعب كرة قدم سلوفاكي في مركز الوسط، ولد في 27 يناير 1998 في سلوفاكيا. لعب مع نادي سينيتسا.

## وصلات خارجية
- بيتر فارغا على موقع قاعدة بيانات كرة القدم.إي يو (الإنجليزية)
- بيتر فارغا على موقع Soccerway.com (الإنجليزية)